# 布萊巴赫湖

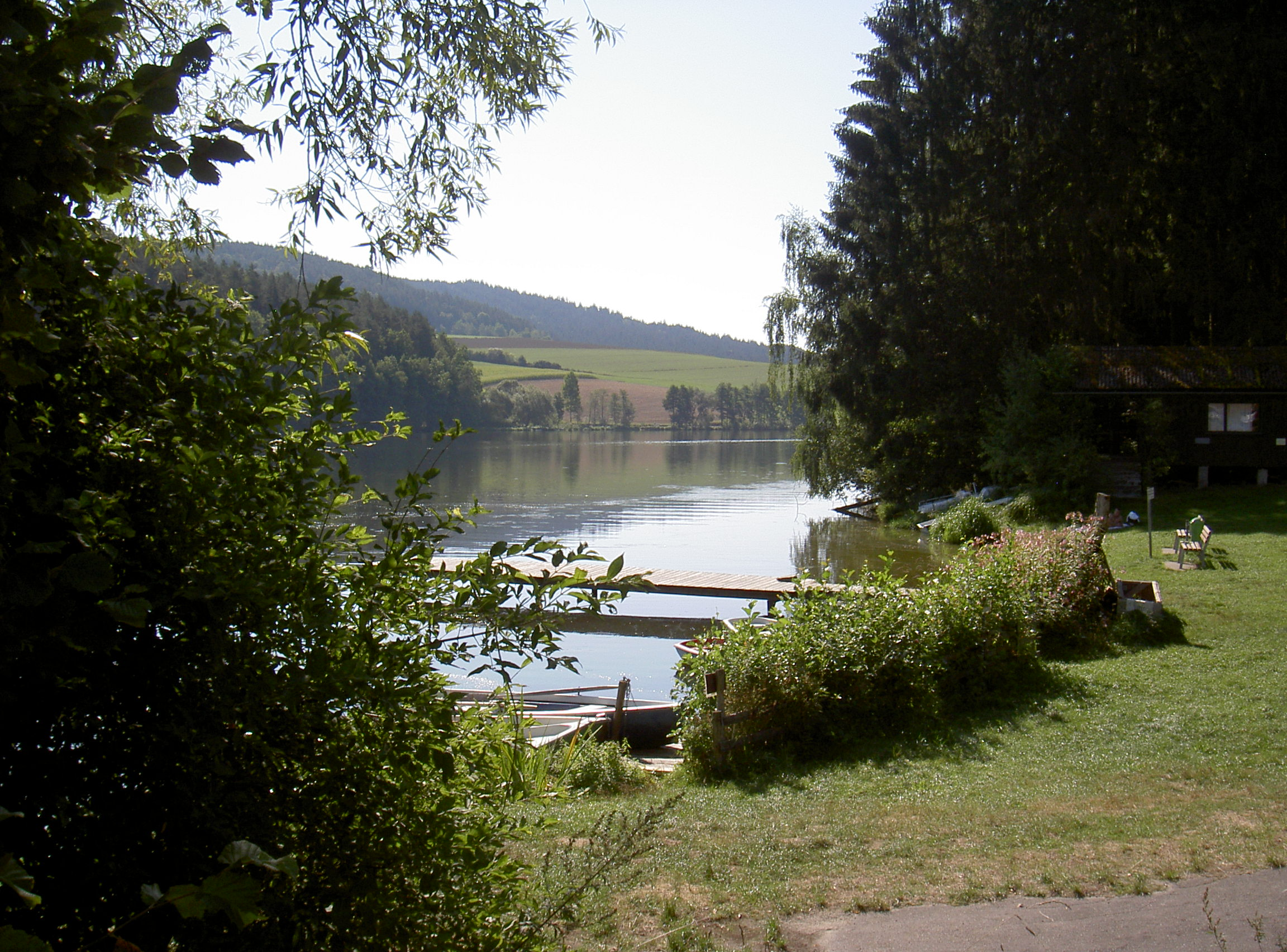

49°09′18″N 12°50′06″E / 49.155°N 12.835°E
布萊巴赫湖（德語：Blaibacher See），是德國的湖泊，位於該國東南部，由巴伐利亞州負責管轄，長3公里、寬0.3公里，面積0.5平方公里，海拔高度388米，是受歡迎的休閒勝地。